# Waltriche
Die Waltriche waren ein einflussreiches fränkisches Adelsgeschlecht, das vom 6. Jahrhundert bis zum 10. Jahrhundert vor allem im Burgund, dem Wormsgau sowie dem westlichen Bayern Güter besaß und durch seine Unterstützung der Karolinger wesentlich daran beteiligt war, die Macht des bayerischen Stammesherzogtums zurückzudrängen. Der Name Waltrich wurde in dem Geschlecht, das mit den Etichonen, Huosi und Hahilinga verwandt war, besonders für diejenigen Mitglieder vorgesehen, die für ein geistliches Amt bestimmt waren.

## Herkunft
Der Ursprung der Waltriche lässt sich bis in die erste Hälfte des 6. Jahrhunderts nachverfolgen und gründet in einer Familie gallorömischer Abkunft, die einem Dukat des fränkischen Teilreichs Burgund um den Ort Besançon vorstand. Urkundlich bezeugt sind für diesen Zeitraum ein Dux Waldelenus, seine Frau Aelia Flavia sowie die beiden Söhne Donatus und Chramnelenus.

## Die Waltriche unter den Merowingern
Die historische Bedeutung der Waltriche um Waldelenus und Chramnelenus ist in der engen Beziehung zu Columban zu finden, dessen Klostergründung Luxeuil in ihrem Machtbereich lag und mit nachhaltiger Förderung der Sippenmitglieder unter der Herrschaft der Merowinger einen tiefgreifenden Einfluss auf die Christianisierung des bis dahin noch heidnisch geprägten ländlichen Raums auf der Alpennordseite hatte.
Durch die Eheschließung von Waldelenus' Tochter mit dem Attoarierherzog Amalgar und weitgefasste Ehebündnisse mit anderen fränkischen Adelsfamilien gelang es den Waltrichen in der Zeit der Herrschaft von Chlotar II. bis in die Jahrzehnte nach dem Tod seines Sohnes Dagobert I., eine beherrschende Stellung in der burgundischen Politik einzunehmen. Im Jahr 642 fanden diese Bestrebungen ihren Höhepunkt, als ein Vertreter des Sippenverbandes, Flaochad, auf Betreiben der Witwe Dagoberts I., Königin Nantechild, das wieder eingeführte Amt des burgundischen Hausmeiers übernahm und anschließend deren Nichte ehelichte.
Die Namen von Mitgliedern des Geschlechts lässt sich ab dem beginnenden 7. Jahrhundert insbesondere im Gebiet von Langres und Dijon nachweisen; wenig später gelangten sie mit Unterstützung der austrasischen Könige und Hausmeier in das Elsass, nach Bayern und andere Gebiete östlich des Rheins.

## Die Waltriche und die Karolinger
Die späteren Vertreter der weitverzweigten Waltrichsippe sind unter den bedeutendsten Bischöfen und Grafen der karolingischen Herrscher zu finden – sie unterstützten das karolingische Eigen- und Reichskloster Lorsch durch vielfache Schenkungen und besetzten zudem in zahlreichen anderen Klöstern, die häufig den Karoligern verbunden waren, entscheidende Positionen. Der Grund hierfür lag in einem enger werdenden verwandtschaftlichen Verhältnis beider Geschlechter seit der Mitte des 8. Jahrhunderts mit Vertretern der Waltrichen als illegitimen Nachkommen Karl Martells. Zur Zeit Kaiser Karls des Großen sowie seines Sohnes und Nachfolgers Ludwig dem Frommen wurden die verwandtschaftlichen Beziehungen offensichtlich noch tiefgreifender; so erscheint der Name Waltrich sowohl im St. Galler Verbrüderungsbuch als auch im Verbrüderungsbuch des Klosters St. Peter in Salzburg mitten unter den Namen der karolingischen Herrscher und ihrer Kinder. Ab der Mitte des 9. Jahrhunderts verloren die Waltriche im Zusammenhang mit dem Abstieg der Karolinger an reichs- und kirchenpolitischer Bedeutung und mit dem Ende der ostfränkischen Karolinger im 10. Jahrhundert verliert sich die Spur des Geschlechtes.

## Bedeutende Personen
- Waldelenus, Herzog von Transjuranien (* um 531; † um 615)
- Chramnelenus, Herzog von Transjuranien (* nach 590; † vor 672)
- Donatus von Besançon, sechsundzwanzigster Erzbischof von Besançon und römisch-katholischer Heiliger (* um 594; † nach 656)
- Waldebert, dritter Abt des Klosters Luxeuil und römisch-katholischer Heiliger (* um 595; † 2. Mai 670)
- Waltrich, Gründungsabt des Klosters Schäftlarn († 16. Januar 790)
- Walterich, zweiter Abt des Klosters Neustadt am Main und Gründungsabt des Klosters Murrhardt († 29. November 840/42)

## Verwandte oder verschwägerte Adelsfamilien
- Karolinger
- Etichonen
- Agilolfinger
- Burgundofarones
- Hahilinga
- Huosi